# Peinture (bâtiment)
Cet article concerne tâche de finition d'objets fabriqués. Pour les autres significations, voir Peinture.

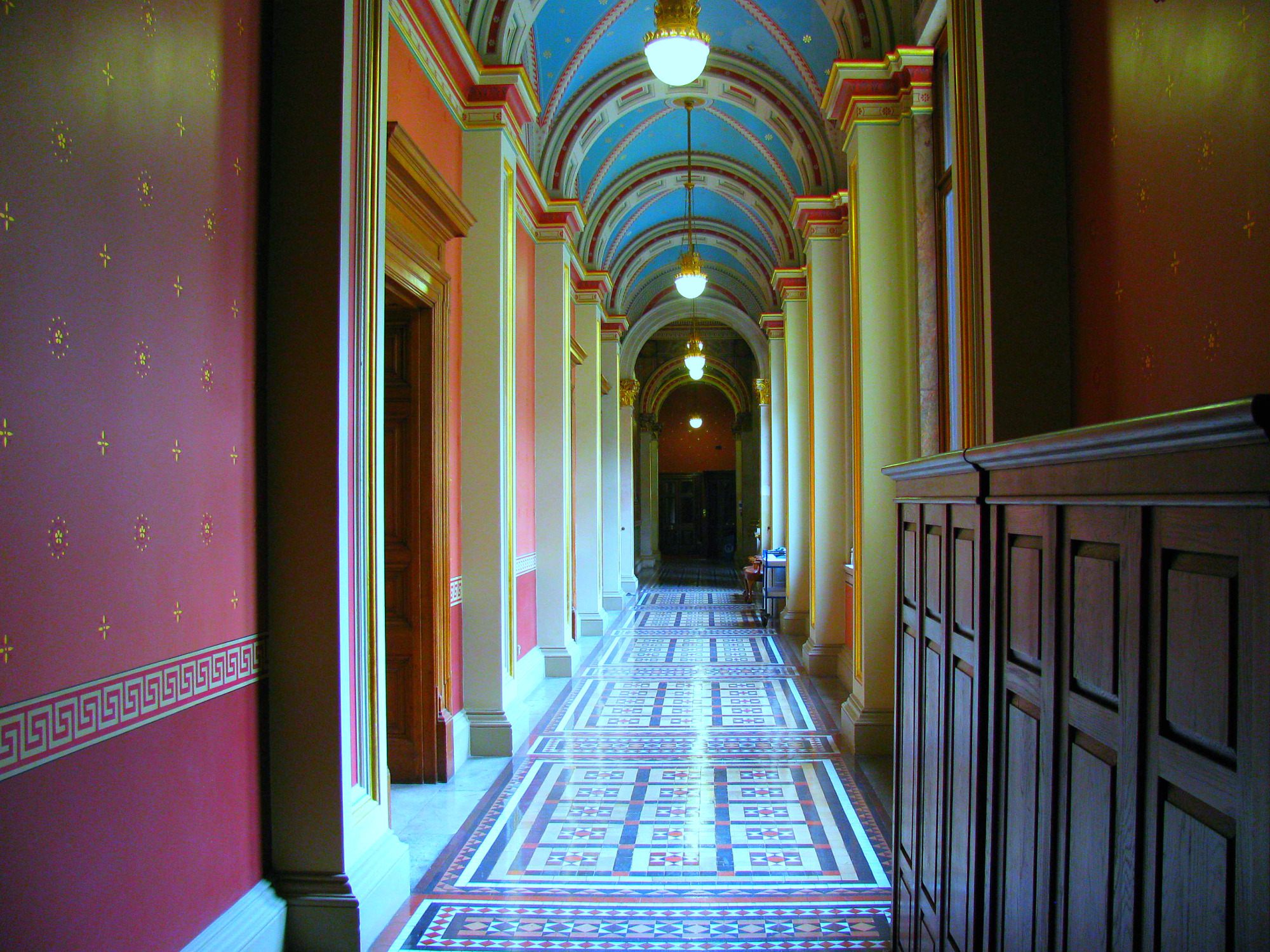
Bureau des Affaires étrangères et du Commonwealth - 1868 - Whittehall

En architecture et en construction, la peinture concerne tous les travaux de protection et de finition des éléments de construction, intérieurs et extérieurs.
Les travaux de peinture sont réalisés par le peintre en bâtiment.

## Classification par solvant
- Eau (peinture peu nocive)
- Composés alicycliques (térébenthine)
- Composés aliphatiques
  - Esters (composés aliphatiques)
  - Glycol (composés aliphatiques)
  - Hydrocarbures aliphatiques
- Hydrocarbures aromatiques. Plus nocifs et à éviter (benzène, xylène/toluène)

## À l'extérieur
- Éléments de maçonnerie
- Éléments de façade en bois et en acier
- Menuiseries extérieures

### Protection anti-corrosion
On utilise un type de peinture appelé primaire d'accrochage spécialement prévu pour la corrosion. Ce primaire s'utilise aussi bien en intérieur qu'en extérieur et peut s'appliquer sur différents supports tels que : verre, métaux ferreux, galvanisé, zinc, PVC, cuivre, aluminium, inox, alliages divers, plastiques durs, carrelage ou vernis.